# بيث مايرز
بيث مايرز (بالإنجليزية: Beth Myers)‏ هي مستشارة سياسية أمريكية، ولدت في 1957 في كارولاينا الشمالية في الولايات المتحدة.